# Zavaliaïta
La zavaliaïta és un mineral de la classe dels fosfats, que pertany al grup del sarcòpsid. Rep el seu nom en honor de María Florencia de Fátima Márquez Zavalía (1955-), investigadora i responsable del Departament de Mineralogia, Petrografia i Geoquímica del IANIGLA (Instituto Argentino de Nivología, Glaciología y Ciencias Ambientales), per les seves contribucions a la mineralogia argentina.

## Característiques
La zavaliaïta és un fosfat de fórmula química Mn2+
3(PO₄)₂. Va ser aprovada com a espècie vàlida per l'Associació Mineralògica Internacional l'any 2011. Cristal·litza en el sistema monoclínic. La seva duresa estimada a l'escala de Mohs és 4, en comparació amb altres minerals del grup del sarcòpsid. L'exemplar que va servir per a determinar l'espècie, el que es coneix com a material tipus, es troba conservat a les col·leccions del Laboratori de Mineralogia de la Universitat de Lieja, a Bèlgica, amb el número de catàleg 20384.

## Formació i jaciments
Va ser descoberta a la pegmatita de granit La Empleada, al Departament del Coronel Pringles, a San Luis, Argentina. Es tracta de l'únic indret de tot el planeta on ha estat descrita aquesta espècie mineral.